# 247 Eukrate
A 247 Eukrate a Naprendszer kisbolygóövében található aszteroida. Karl Theodor Robert Luther fedezte fel 1885. március 14-én.